# Forever Still
Forever Still is een Deense modern rock-, alternatievemetal- en newwaveband. De band werd in 2013 in Kopenhagen opgericht door zangeres Maja Shining en multi-instrumentalist Mikkel Haastrup.

## Geschiedenis
In 2013 bracht de band een eerste ep uit genaamd Breaking Free, in 2014 gevolgd door de ep Scars. In 2015 volgde de derde ep genaamd Save me. Daarna begon de band aan een toer door het Verenigd Koninkrijk en Italië. De single Awake The Fire van dat jaar werd door lezers van Rock Sins gekozen als video van de week.
In 2016 tekende de band een platencontract bij Nuclear Blast, maar hield wel de productie in eigen beheer. Op 21 oktober 2016 bracht Forever Still hun eerste album genaamd Tied Down uit, wat door het tijdschrift Metal Hammer werd genomineerd voor de Best Debut Album-award (beste debuutalbum). Het album werd in samenwerking met Flemming Rasmussen, voormalig producent van Metallica, gemaakt. In de herfst van 2016 ging de band op toer door Europa, samen met de Italiaanse metalband Lacuna Coil, in de lente van 2017 gevolgd door een toer met Children of Bodom. In 2017 stond Forever Still tevens op het grote podium van Bloodstock Open Air. In 2017 en 2018 volgde een Europese festivaltoer, waarbij onder meer Sabaton Open Air en Summer Breeze Open Air werd aangedaan.
In 2019 bracht Forever Still het tweede album Breathe in Colours uit. In de herfst van 2019 ging de band op toer met Cellar Darling (band van Anna Murphy, voormalig zangeres van Eluveitie) en de Duitse metalband Beyond the Black. In de winter van 2019 nam de band deel aan de Female Metal Voices Tour, samen met Leaves' Eyes, Sirenia en een aantal andere bands met vrouwelijke zang.
Op 3 oktober 2020, tijdens de coronacrisis, kondigde zangeres Maja Shining aan dat de band een Patreonpagina was begonnen. Eveneens tijdens de coronacrisis werd begonnen met het maken van het derde album The Line. Er werden een paar singles uitgebracht die minimalistischer van aard waren, in de stijl van bands als Joy Division, Nine Inch Nails en The Cure.
In 2022 stond de band op Copenhagen Metal Fest en Vesterbro Rock Fest. Op 6 december 2023 kondigde Maja Shining in een vlog op Patreon aan dat het derde album eind 2023 zou worden uitgebracht. Op 31 december geschiedde dat. Het was het eerste album dat op het eigen label van de band werd uitgebracht in plaats van bij Nuclear Blast. In 2024 ging Forever Still wederom op de jaarlijks terugkerende Deense scholentour, waarbij leerlingen kennismaken met muziek uit minder gangbare genres.
Op 3 januari 2025 liet zangeres Maja Shining in een terugblikvideo op het jaar 2024 op Patreon weten dat werk aan het vierde album was begonnen.

## Discografie

### Ep's
| Jaar | Titel         | Opmerkingen |
| ---- | ------------- | ----------- |
| 2013 | Breaking Free |             |
| 2014 | Scars         |             |
| 2015 | Save Me       |             |

### Albums
| Jaar | Titel              | Opmerkingen |
| ---- | ------------------ | ----------- |
| 2016 | Tied Down          |             |
| 2019 | Breathe in Colours |             |
| 2023 | The Line           |             |

### Singles
| Jaar | Titel                   | Ep/Album                       | Opmerkingen              |
| ---- | ----------------------- | ------------------------------ | ------------------------ |
| 2013 | The Key                 | Breaking Free                  |                          |
| 2013 | The Last Day            | Breaking Free                  |                          |
| 2013 | Towards the Edge        | Breaking Free                  |                          |
| 2014 | Scars                   | Scars (ep)/Tied Down (album)   |                          |
| 2015 | Awake The Fire          | Save Me (ep)/Tied Down (album) |                          |
| 2016 | Miss Madness            | Scars (ep)/Tied Down (album)   |                          |
| 2016 | Save Me                 | Save Me (ep)/Tied Down (album) |                          |
| 2016 | Miss Madness (Acoustic) | Tied Down                      |                          |
| 2019 | Rew1nd                  | Breathe in Colours             |                          |
| 2019 | Is It Gone?             | Breathe in Colours             |                          |
| 2019 | Perfect Day             | Breathe in Colours             | cover van Lou Reed       |
| 2021 | Chippin' In             | -                              | cover uit Cyberpunk 2077 |
| 2022 | Something Wrong         | The Line                       |                          |
| 2022 | Can't Begin To Explain  | The Line                       |                          |
| 2023 | Blackout                | The Line                       |                          |
| 2023 | Find A Way              | The Line                       |                          |
| 2023 | So I Run                | The Line                       |                          |
| 2024 | Yell To the Sky         | The Line                       |                          |